# Episodi di Matlock (ottava stagione)
L'ottava stagione della serie televisiva Matlock, composta da 22 episodi, è stata trasmessa negli Stati Uniti dal canale ABC tra il 1993 e il 1994.
| nº | Titolo originale                    | Titolo italiano              | Prima TV USA | Prima TV Italia |
| -- | ----------------------------------- | ---------------------------- | ------------ | --------------- |
| 1  | The Play                            | L'ultima risata              |              |                 |
| 2  | The Fatal Seduction, Part 1         | Seduzione fatale (Parte 1)   |              |                 |
| 3  | The Fatal Seduction, Part 2         | Seduzione fatale (Parte 2)   |              |                 |
| 4  | The Diner                           | Razzismo                     |              |                 |
| 5  | The View                            | Delitto alla finestra        |              |                 |
| 6  | The Last Laugh                      | L'ultima risata              |              |                 |
| 7  | The Capital Offense                 | Pena capitale                |              |                 |
| 8  | The Haunted: Part 1                 | Chirurgia plastica (Parte 1) |              |                 |
| 9  | The Haunted: Part 2                 | Chirurgia plastica (Parte 2) |              |                 |
| 10 | The Conspiracy                      | Il complotto                 |              |                 |
| 11 | Matlock's Bad, Bad, Bad, Bad, Dream | Un raffreddore da incubo     |              |                 |
| 12 | The Defendant                       | Macchie di sangue            |              |                 |
| 13 | The Kidnapping, Part 1              | Il rapimento (Parte 1)       |              |                 |
| 14 | The Kidnapping, Part 2              | Il rapimento (Parte 2)       |              |                 |
| 15 | The Temptation                      | Tentazione                   |              |                 |
| 16 | The Crook                           | Il collezionista             |              |                 |
| 17 | The Murder Game                     | Morte per gioco              |              |                 |
| 18 | Brennen                             | Omicidio in municipio        |              |                 |
| 19 | The P.I.                            | Il detective privato         |              |                 |
| 20 | The Godfather                       | Matrimonio con omicidio      |              |                 |
| 21 | The Idol: Part 1                    | Intrigo ai Caraibi (Parte 1) |              |                 |
| 22 | The Idol: Part 2                    | Intrigo ai Caraibi (Parte 2) |              |                 |